# Borneanapis belalong
Genre
Espèce
Borneanapis belalong, unique représentant du genre Borneanapis, est une espèce d'araignées aranéomorphes de la famille des Anapidae.

## Distribution
Cette espèce est endémique du Brunei à Bornéo,.

## Étymologie
Son nom d'espèce lui a été donné en référence au lieu de sa découverte, Kuala Belalong.

## Publication originale
- Snazell, 2009 : An unusual new anapid spider from the rainforest of Brunei (Araneae: Anapidae). Bulletin of the British Arachnology Society, vol. 14, p. 371-373.